# Shō Sasaki (Fußballspieler)
Shō Sasaki (jap. 佐々木 翔, Sasaki Shō; * 2. Oktober 1989 in Zama) ist ein japanischer Fußballnationalspieler.

## Karriere

### Verein
Sasaki spielte in der Jugend für die Kanagawa-Universität. Er begann seine Karriere bei Ventforet Kofu, wo er von 2012 bis 2014 spielte. 2015 folgte dann der Wechsel zu Sanfrecce Hiroshima. Er trug 2015 zum Gewinn der japanischen Meisterschaft bei. Am 22. Oktober 2022 stand er mit Hiroshima im Endspiel des Japanischen Ligapokals. Hier besiegte man Cerezo Osaka mit 2:1. Am Ende der Saison 2024 wurde er mit Sanfrecce Hiroshima Vizemeister der Liga. Am 8. Februar 2025 gewann er mit Sanfrecce Hiroshima den japanischen Supercup. Das Spiel gegen den Meister Vissel Kōbe gewann man mit 2:0.

### Nationalmannschaft
Am 11. September 2018 debütierte Sasaki für die japanische Fußballnationalmannschaft in einem Freundschaftsspiel gegen Costa Rica. Er wurde in den Kader der Asienmeisterschaft 2019 berufen.

## Erfolge

### Verein
Sanfrecce Hiroshima
- Japanischer Meister: 2015
- Japanischer Supercupsieger: 2016, 2025
- Japanischer Ligapokalsieger: 2022
- Japanischer Vizemeister: 2024

### Nationalmannschaft
- Fußball-Ostasienmeisterschaft: 2022